# Had-Sahary
Had-Sahary (em árabe: حد الصحارى) é uma cidade e comuna localizada na província de Djelfa, Argélia. Segundo o censo de 2008, a população total da cidade era de 30 451 habitantes.